# Nový Rychnov
Nový Rychnov (en allemand : Neu Reichenau) est un bourg (městys) du district de Pelhřimov, dans la région de Vysočina, en République tchèque. Sa population s'élevait à 996 habitants en 2020.

## Géographie
Nový Rychnov se trouve à 7,5 km au nord-nord-est de Horní Cerekev, à 11,6 km à l'est-sud-est de Pelhřimov, à 16,5 km à l'ouest-ouest de Jihlava à 104 km au sud-est de Prague.
La commune est limitée par Střítež pod Křemešníkem, Vyskytná et Jankov au nord, par Milíčov, Hojkov et Cejle à l'est, par Rohozná, Horní Cerekev, Černov et Nová Buková au sud et par Dobrá Voda, Pelhřimov et Proseč pod Křemešníkem à l'ouest.

## Histoire
La première mention écrite de la localité date de 1352.

## Administration
La commune se compose de sept quartiers :
- Čejkov
- Chaloupky
- Křemešník
- Nový Rychnov
- Řeženčice
- Sázava
- Trsov

## Transports
Par la route, Nový Rychnov se trouve à 8,5 km de Horní Cerekev, à 13 km de Pelhřimov, à 20 km de Jihlava à 125 km de Prague.